# SUTRA
Die Gesellschaft SUTRA (Social Uplift Through Rural Action) ist eine im Nordosten Indiens regional agierende Nichtregierungsorganisation. Die Gründung erfolgte 1977.

## Aufbau und Organisation
Hauptarbeitsgebiete SUTRAs sind die Bezirke Solan und Sirmaur in Himachal Pradesh. Des Weiteren wird in anderen Distrikten und benachbarten Bundesstaaten über Partnerorganisationen gearbeitet. SUTRA setzt sich aus rund 98 Haupt- und Teilzeit-Mitarbeitern zusammen.
SUTRA wurde 1983 von Subhash Mendhapurkar gegründet, unter dessen Leitung die Organisation, die sich im Spannungsfeld von internationaler Entwicklungszusammenarbeit, sozialer Agitation, Feminismus, Politik, Sozialarbeit und Mobilisierung in Kollektiven bewegt, auch heute noch steht. Angelpunkt der Arbeit ist die Einforderung bereits bestehender Rechte (Bürgerrechte, spezieller Rechte wie z. B. Minoritäten- und Frauenrechte), Eintreten für neue Rechte wie Pflichten und das Stärken demokratischer Strukturen und Prozesse. Die Projekte und Arbeit zielen dabei hauptsächlich auf Frauen und deren Bedürfnisse ab. SUTRA bietet lokalen Frauen und Führungspersönlichkeiten Gestaltungsraum, Trainings und Unterstützung an. Die Hauptniederlassung, „der Campus“,  liegt am Rande eines kleinen Dorfes, Jagjit Nagar, Bezirk Solan, und bietet Arbeits-, Wohn- und Versammlungsräume für Mitarbeiter wie Besucher. SUTRA arbeitet mit einem weitreichenden Netzwerk von engagierten Frauen und Gruppen (Selbsthilfegruppen, Sparvereine, Mahila Mandals).
Die Arbeit ist geprägt von vielschichtigen Einflüssen lokaler, nationaler und internationaler Art. Eine besondere Leistung SUTRAs liegt in der praktischen und theoretischen Erarbeitung eines Konzeptes der weiblichen spirituellen Kraft Shakti, die auf einer Neudeutung und Rekontextualisierung der Rolle der Frau in der Gesellschaft abzielt. Zum Beispiel werden tendenziell kulturell schambesetzte und tabuisierte Bereiche wie die Menstruation, als Symbol von Shakti gedeutet. Dieser Rekontextualisierungsprozess wird als politisch aktivistischer Prozess verstanden, indem das Private und Tabuisierte die Möglichkeit zur Selbsterkenntnis und Gruppenbildung und in weiterer Folge die Veränderung von Gegebenen bietet.

## Projekte

### Sharab Andolan
Der Kampf (Andolan) gegen Alkohol (Sharab) geht auf eine Initiative von Frauen zurück, die das Thema Alkoholmissbrauch und Gewalt in ihren Familien in den Fokus der Arbeit SUTRAs brachten. Es wurden sozialer und politischer Druck mittels Demonstrationen, Blockaden und Lobbying auf Bundesstaatlicher wie lokaler Ebene ausgeführt. Ein Erfolg dabei war, die Schaffung eines Bundesstaatsgesetzes, das die lokale Verwaltung insbesondere die Panchayats in den Entscheidungsprozess zur Vergabe von Lizenzen zum Alkoholverkauf einschrieb. Aus dieser Bewegung ging der Sarva Shakti Sangam hervor – ein Netzwerk von Frauengruppen, das heute Opfern von häuslicher Gewalt und Diskriminierung im Kampf für Gerechtigkeit und Wiedergutmachung unterstützt. Dabei haben einige bei den Behörden registrierte Mitglieder des SSS die Möglichkeit, auf Verlangen einer Klientin Nachforschungen und behördliche Schritte in die Wege zu leiten und die Klientin dabei zu vertreten.

### Ekal Nari Shakti Sangathan
Der Ekal Nari Shakti Sangathan – Vereinigung der starken Single-Frauen – wurde von SUTRA in Himachal Pradesh unter der Leitung von Nirmal Chandel aufgebaut. Der ENSS greift dabei auf ein erfolgreiches Konzept der Gruppenbildung von Witwen, unverheirateten, geschiedenen und verlassenen Frauen zurück, das in Rajasthan von der NGO Astha entwickelt wurde. Ziel der Arbeit ist die Verbesserung der Lebensumstände von alleinstehenden Frauen, die vielfachen Formen von sozialer, religiöser und ökonomischer Diskriminierung und Gewalt ausgesetzt sind.